# Ochrodota similis
Ochrodota similis är en fjärilsart som beskrevs av Rothschild 1909. Ochrodota similis ingår i släktet Ochrodota och familjen björnspinnare. Inga underarter finns listade i Catalogue of Life.